# Lago de Ratera de Colomers
El lago de Ratera de Colomers (en occitano estanh de Ratèra de Colomèrs) es un lago de origen glaciar situado a 2490 m s. n. m., en el municipio de Alto Arán, en la comarca del Valle de Arán (Lérida, España). 
Tiene una superficie de 8 ha, es uno de los mayores lagos del Circo de Colomers, se encuentra en la parte alta del circo, en sus proximidades se encuentra el lago del Pico de Colomers. 
El circo glaciar de Colomers cuenta con más de 50 lagos, está coronado por cumbres que superan los 2500 metros, como el Tuc de Ratera (2862 m) o el Gran Tuc de Colomers (2933 m).